# Waltheria lanceolata
Waltheria lanceolata là một loài thực vật có hoa trong họ Cẩm quỳ. Loài này được R.Br. ex Mast. miêu tả khoa học đầu tiên năm 1868.